# Centaurea gerberi
Centaurea gerberi — вид квіткових рослин айстрових (Asteraceae). Ендемік європейської Росії.

## Середовище
Ендемік середньодонських, нижньодонських та приволзьких піщаних масивів.

## Морфологічна характеристика
Багаторічна рослина. Стебло від 25 до 60 см, гіллясте, разом із листям павутинисте. Верхні листки цілісні, нижні розсічені на вузькі сегменти. Кошики з широкоовальною обгорткою, 13–15 мм завдовжки, 12–14 мм завширшки. Віночки у сухому вигляді блідо-жовті, в живому – кремові, дуже рідко рожеві. Сім'янка гладка, до 5 мм; папус дорівнює або трохи коротший за сім'янку.